# Bompas-Gruppe

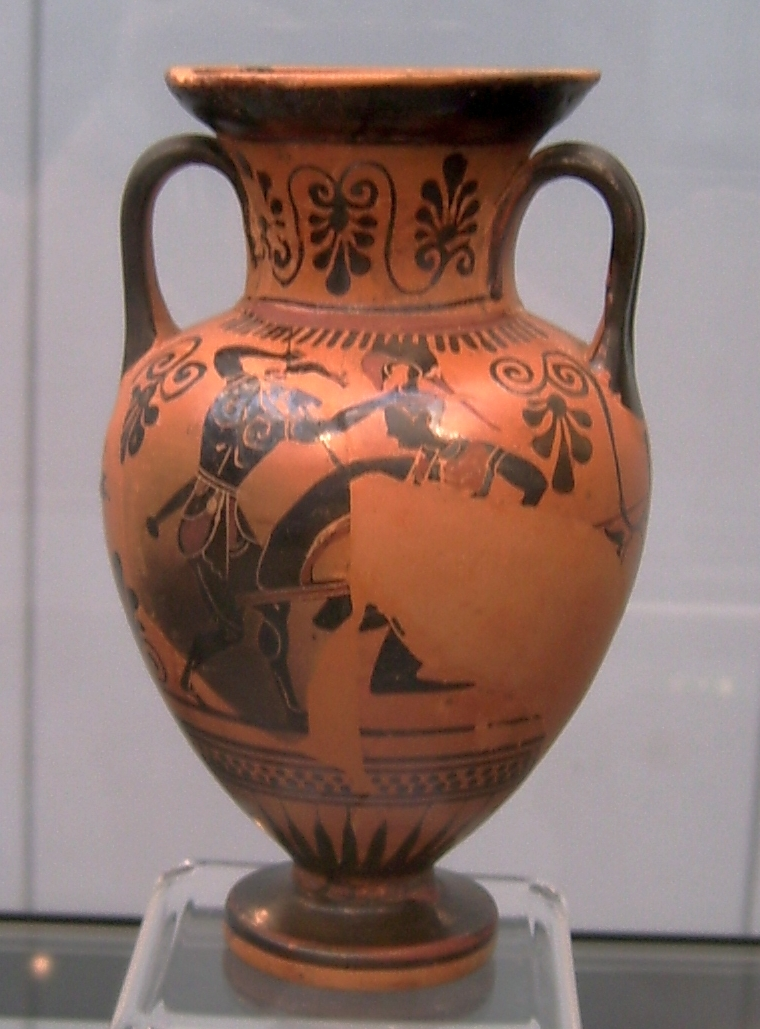
Halsamphora der Bompas-Gruppe, Maler von Vatikan G 31, München, Staatliche Antikensammlungen Inv. 1611

Als Bompas-Gruppe (englisch: Bompas Group) wird eine Gruppe attisch-schwarzfiguriger sehr kleiner Halsamphoren bezeichnet, die im ersten Viertel des 5. Jahrhunderts v. Chr. gefertigt wurden. Die Gruppe erhielt ihren Namen von John D. Beazley nach einer Vase ehemals in der Sammlung von Harold Bompas.
Die Gruppe gehört zur Punkt-Band-Klasse (englisch: Dot-Band Class) und ist wie diese durch ihre charakteristischen Dekorationselemente ausgezeichnet, ein Punktband unterhalb der Bilder und je drei Palmetten auf jeder Seite des Halses. Die Vasen wurden von Beazley aufgrund ihres sehr ähnlichen Zeichenstils zusammengestellt, der an den des Edinburgh-Malers erinnert. Zwei Vasen wies er dem Bompas-Maler zu, drei weitere dem Maler von Vatikan G 31.